# 13921 Sgarbini
13921 Sgarbini (1985 RP) là một tiểu hành tinh vành đai chính được phát hiện ngày 14 tháng 9 năm 1985 bởi E. Bowell ở Trạm Anderson Mesa thuộc đài thiên văn Lowell.